# 부북일기
부북일기(赴北日記)는 울산광역시 남구, 울산박물관에 있는 일기이다. 2006년 1월 26일 울산광역시의 유형문화재 제14호로 지정되었다.

## 개요
부북일기는 조선시대 울산에 살았던 울산 박씨 박계숙(朴繼叔, 1569〜1646)과 박취문(朴就文, 1617〜1690) 부자가 남긴 일기이다. 박계숙은 1605년에, 박취문은 1644년에 함경도로 파견되어 약 1년간 군관(軍官)으로 복무하였으며, 그것에 대한 일상생활을 자세히 기록하였다.
책은 1권으로 총 79장이며, 박계숙 일기가 24장, 박취문 일기가 55장으로 크기는 가로19cm, 세로 27cm이다.
이 일기는 조선시대 무관(武官)이 남긴 것이라는 점에서 희소가치가 크며, 아버지와 아들의 양 대에 걸친 일기를 합친 것에서 주목을 끈다. 무엇보다 생활 주변의 자질구레한 것까지도 숨김없이 자세하게 써 놓은 것이 매우 놀랍다. 또한 17세기 변방지역의 군사 업무의 실상과 군관들의 생활상을 살펴보는데 도움을 준다. 경상도 울산에서 함경도 회령에 이르는 노정이 하루도 빠짐없이 기록되어 있어 당시의 도로 교통의 실태도 알 수 있다. 현재 울산박물관에서 보관 중이다.

## 같이 보기
- 박홍춘 환도

## 참고 자료
- 부북일기 - 국가유산청 국가유산포털